# Teatrino della Baldracca
Il Teatrino di Baldracca o della Dogana era uno dei più antichi teatri di Firenze, attivo dal 1576.

## Storia e descrizione
Si trattava di uno "stanzone delle Commedie" (per parlare di teatro come lo intendiamo modernamente, con sedili e palchi, si dovrà aspettare la seconda metà del XVII secolo), posto al piano primo del palazzo sede della cosiddetta Dogana Nuova, in prossimità dello scalo fluviale sull'Arno .
Chiamato anche "stanzone dei zanni", poteva ospitare circa trecento spettatori e vi venivano inscenate le recite degli "istrioni", cioè degli attori professionali della commedia dell'Arte, destinate a un pubblico popolare mediamente abbiente, dovendosi pagare un biglietto per l'ingresso.
Il teatrino, che prendeva il nome dal malfamato quartiere di Baldracca che pullulava di osterie e bordelli, si trovava su via dei Castellani, sul lato orientale degli Uffizi, in un edificio tuttora esistente, dove si trova oggi la biblioteca della galleria. Vi si accedeva da una porticina su via Castellani, celata nel cortile del palazzo dei Veliti.
L'interno era disadorno, con un palcoscenico elementare, una loggia e un ordine di piccoli palchi schermati da grate. La sistemazione potrebbe essere opera del Buontalenti che predispose una soluzione adatta a isolarne e a dissimularne la frequenza assidua degli spettacoli da parte dei suoi regali committenti. Da questi palchi, infatti, si potevano affacciare il Granduca e i suoi ospiti non visti, in maniera del tutto simile al balconcino del Corridoio vasariano che si affaccia nella chiesa di Santa Felicita.
Lo "stanzone" fu attivo fino alla seconda metà del XVII secolo. Tra le compagnie famose che vi si esibirono ci fu quella dei Comici Gelosi, con la celebre coppia di autori-interpreti Francesco e Isabella Andreini.